# Anomala lucida
Anomala lucida är en skalbaggsart som beskrevs av Johann Christoph Friedrich Klug 1855. Anomala lucida ingår i släktet Anomala och familjen Rutelidae. Inga underarter finns listade i Catalogue of Life.